# Paderno del Grappa
Paderno del Grappa est une ancienne commune italienne située dans la province de Trévise dans la région Vénétie, dans le nord-est de l'Italie. Depuis le 30 janvier 2019, elle fait partie de la commune de Pieve del Grappa.

## Administration
| Période                                  | Période | Identité | Étiquette | Qualité |
| ---------------------------------------- | ------- | -------- | --------- | ------- |
|                                          |         |          |           |         |
| Les données manquantes sont à compléter. |         |          |           |         |

### Communes limitrophes
Alano di Piave, Asolo, Castelcucco, Cismon del Grappa, Crespano del Grappa, Fonte (Italie), Possagno, Seren del Grappa